# Canalón

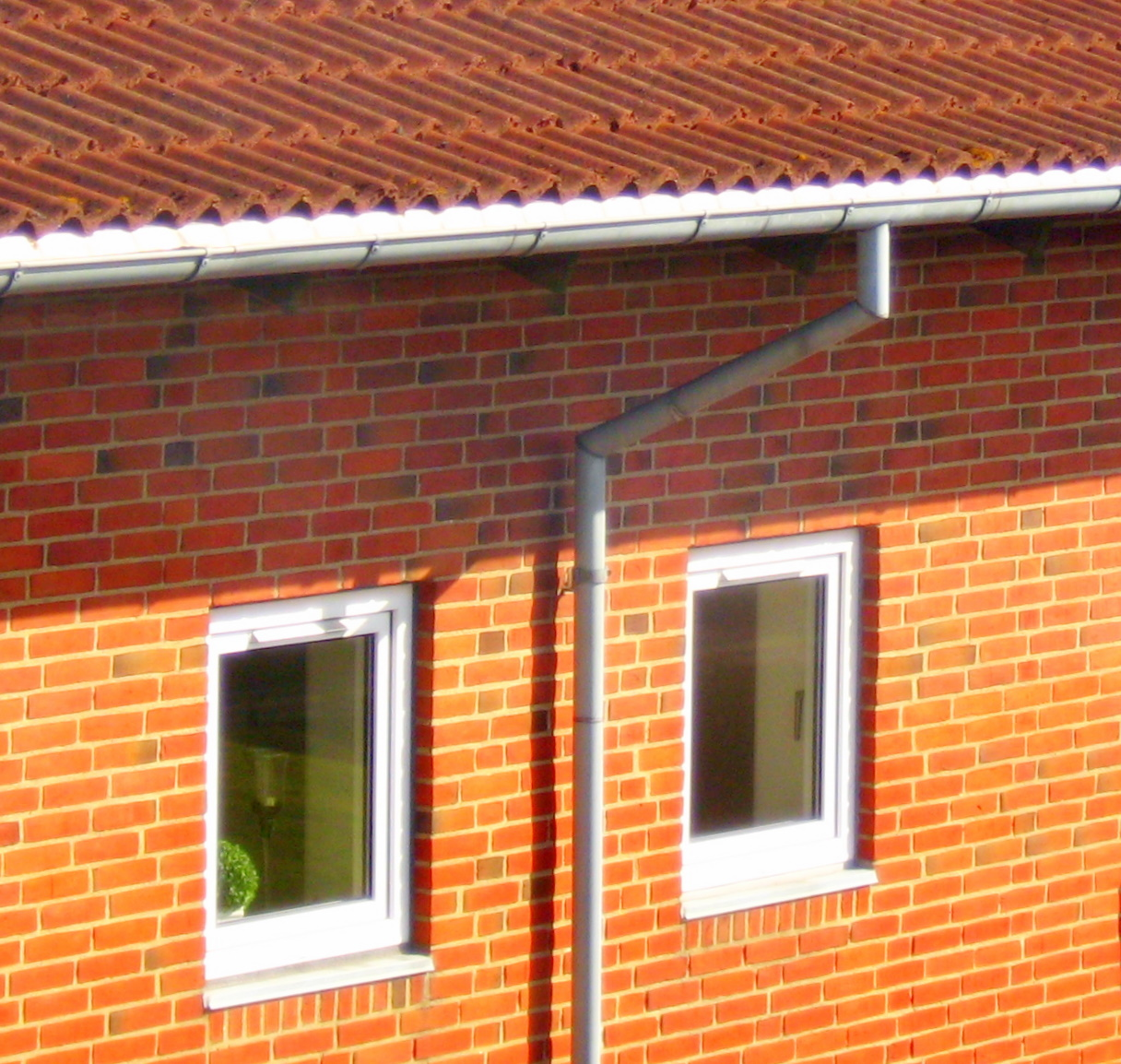
Canalón en el exterior del edificio

Un canalón o canaleta cilíndrica es un conducto que recibe y conduce sustancias líquidas y que se caracteriza por ser un arco de circunferencia con una ranura de respiración. Puede ser construida de distintos materiales como metales o polímeros, y el ángulo central de la circunferencia puede variar en su medida.
Es un conducto que recibe y conduce el agua de los tejados a la red de recogida de aguas pluviales; normalmente se instala en el borde del alero, en la parte inferior de los tejados, aunque también existe desde hace poco el canalón lateral de hastial, que se instala en hastiales o zonas laterales para recoger el goteo/chorreo de las tejas laterales o remates.
El más común tiene una sección en forma de "U", a modo de media tubería, y se coloca al final del tejado; se disponen con ligera pendiente o prácticamente horizontales. Esto permite que el agua de lluvia que recoge el tejado sea canalizada por esa 'media tubería' a la red general.
En el caso del canalón lateral de hastial, tiene una forma de "J" y se coloca entre la pared y la teja o remate lateral para recoger el goteo, envitando manchas y humedades que discurren por las paredes desde los laterales de cubierta.

## Materiales
Generalmente, los canalones se fabrican en metal, PVC o de cerámica, pero también existen en otro materiales.
En Andalucía los encontramos de cerámica, con vistosos colores como el verde, marrón, azul y amarillo.
Las mezclas de estos colores y los chorreones le dan un estilo propio a las casas blancas andaluzas.

## Elementos adyacentes
Se dispone de un sistema de tuberías llamadas bajantes que canalizan el agua desde el canalón hasta la parte más baja del edificio; estas bajantes son generalmente verticales. 
Se suelen colocar unas rejillas en la conexión del canalón con las bajantes, para que sirvan como filtro de objetos y evitar bloquear los conductos, por ejemplo, de las hojas de los árboles.
Las aguas recogidas pueden ser reutilizadas para riego de campos y jardines. Antiguamente, se utilizaban como agua potable y, canalizadas, se embalsaban en cisternas.